# Jeannot Welter
Jean Welter jr, ps. Jeannot (ur. 15 marca 1928 w Ottange, zm. 22 grudnia 1998 w Esch-sur-Alzette) – luksemburski bokser.
Dwukrotnie startował na igrzyskach olimpijskich. W 1948 zajął 9. miejsce w wadze średniej. W pierwszej rundzie zawodów miał wolny los, a w drugiej został pokonany przez Węgra László Pappa. W 1952 był 17. w wadze półśredniej. W pierwszej rundzie zmagań przegrał z Włochem Franco Vescovim.
Syn Jeana Weltera, boksera olimpijskiego z 1924 i 1928.